# Vallonere
Vallonere (fransk: Wallons, vallonsk: Walons) er et fransksproget folkeslag bosat fortrinsvis i det sydlige Belgien (Vallonien) men tillige i det nordlige Frankrig (grevskabet Valois). Vallonerne er en af tre etniske grupper i Belgien, de andre er nederlandsk-talende flamlændere mod nord og den tysktalende befolkning mod øst.

## Etymologi
Navnet vallon kommer oprindelig fra det germanske ordet walhaz, hvilket de gamle germanske folkegrupper anvendte om alle ikke-germanske folkeslag - et ord som tillige har været grundlag for navnene Wales, Valais (Wallis på tysk), og Valakiet. En nutidig populær forklaring af Vallonien er ellers "dalenes land" (via fransk vallée), hvilket det belgiske turistministerium har anvendt på vejskilte opsatte af hensyn til turister, oftest formulerede på fransk som pays des vallées. Vallonien er for øvrigt bakket og rigt på høje og dale syd og øst for floden Meuse.

## Historie
Områderne, som nu til dags bebos af vallonerne, udgjorde den nordøstlige del af den keltiske provins Gallien, der blev erobret af Julius Caesar. Gallerne kom under stærk romersk indflydelse både sprogligt (latin) og kulturelt. Da området kom under frankernes kontrol i 400-tallet, blev de romerske institutioner og latin bevaret, mens de nordlige fladere dele af det nuværende Belgien blev germaniserede. Senere gik vallonerne over til at tale et fransklignende sprog, vallonsk, som med tiden har udviklet sig til en dialekt af fransk. Det ældste bevarede værk i vallonsk litteratur er »Declaration des provost, juret, eskievin de Valenchienes» fra 1257.

## Vallonernes forhold til flamlændere
Til trods for, at vallonerne og flamlænderne har boet i hinanden tilgrænsende regioner i omkring 1.500 år, er der forholdsvis få eksempler på familier med både vallonere og flamlændere. Det er dog sket flere gange i historiens forløb, at grupper af vallonere er flyttet til Flandern for at få arbejde, og at flamlændere er flyttet til Vallonien af samme grund. I middelalderen blomstrede Flanderns økonomi, og mange vallonere søgte sig did. Senere udviklede imidlertid Valloniens økonomi sig, og under industrialiseringen bevirkede Valloniens råstoffer som kul og jernmalm en stor indflytning af flamlændere til Vallonien. I anden halvdel af 1900-tallet har også den flamske økonomi fået et opsving, og dermed er flytningerne atter gået den modsatte vej.

## Vallonere uden for Belgien
Vallonernes kundskaber inden for smedekunsten har gennem tiderne gjort dem til en højt skattet sagkyndig arbejdskraft, som blev hentet til andre lande for at hjælpe med at udvikle disses egen tidlige fabriksdrift. Man kan derfor finde vallonere mange steder uden for Vallonien.

### Vallonerne i Danmark
Et stort antal vallonere blev hentet til Hammermøllen ved Hellebæk i Nordøstsjælland.

### Vallonerne i Sverige
Vallonernes rygte inden for bjergværksdrift og smedekunst nåede tillige Sverige. Opmuntret af Gustav 2. Adolf begyndte vallonere at udvandre til Sverige i begyndelsen af 1600-tallet. I begyndelsen kom de fleste valloner til Finspång og Norrköping, hvor bjergværksmanden Louis De Geer kunne udnytte råstofferne. Den første til at hverve valloner til Sverige var nederlænderen Willem de Besche, men fra 1620-ernes begyndelse overtog De Geer selv helt denne virksomhed.
Filip 4. af Spanien (Nederlandene hørte da under den spanske konge) forbød i 1624 vallonske smede at lade sig hverve til Sverige. Dette påvirkede dog ikke nævneværdigt migrationen. Under årene 1643-1650 nåede indvandringen af valloner til Sverige sit højdepunkt. Foruden smede kom også andre erhvervsgrupper.
Antallet af valloner, som forblev i Sverige, skønnes at være 900 individer. Omkring 20 % af vallonerne vendte hjem til sit hjemland efter, at den første kontraktperiode var afsluttet, en del fra og med 1654, da religionsfriheden i Sverige blev beskåret; flertallet af vallonerne tilhørte den fransk-reformerte kirke. I og for sig havde vallonerne ved tilflytningen fået religionsfrihed og havde endda fået ret til at medbringe egne præster. Det samlede antal migranter, som ankom til Sverige på denne tid, er opgjort til skønsmæssigt 1.000-1.200 familier.